# Na Ngoi
Na Ngoi là một xã thuộc tỉnh Nghệ An, Việt Nam. Xã được hình thành trên cơ sở sáp nhập xã Nậm Càn và xã Na Ngoi của huyện Kỳ Sơn trong đợt Sáp nhập tỉnh thành Việt Nam 2025.

## Địa lý
Xã Na Ngoi có vị trí địa lý:
- Phía Đông giáp xã Tam Thái và xã Tương Dương;
- Phía Nam giáp nước CHDCND Lào;
- Phía Tây giáp nước CHDCND Lào và xã Mường Típ;
- Phía Bắc giáp xã Chiêu Lưu, xã Hữu Kiệm và xã Mường Xén.

Xã Na Ngoi có diện tích tự nhiên 341,25 km².

## Hành chính và tên gọi
Xã Na Ngoi được thành lập theo Nghị quyết số 1678/NQ-UBTVQH15 của Ủy ban Thường vụ Quốc hội Việt Nam, ban hành ngày 16 tháng 6 năm 2025. Theo đó, sắp xếp toàn bộ diện tích tự nhiên, quy mô dân số của xã Nậm Càn và xã Na Ngoi thuộc huyện Kỳ Sơn trước đây thành một xã mới có tên gọi là xã Na Ngoi.
Sau sắp xếp xã có diện tích tự nhiên: 341,25 km², quy mô dân số: 9.536 người.